# Ołeh Moczulak
Ołeh Łeonidowycz Moczulak, ukr. Олег Леонідович Мочуляк, ros. Олег Леонидович Мочуляк, Oleg Leonidowicz Moczulak (ur. 27 września 1974 w Odessie) – ukraiński piłkarz, grający na pozycji napastnika.

## Kariera piłkarska

### Kariera klubowa
Wychowanek SDJuSzOR Czornomoreć Odessa. Pierwszy trener O.W.Halicki. W 1991 rozpoczął karierę piłkarską w miejscowym Czornomorcu, do którego często powracał. Innymi profesjonalnymi klubami w jego bogatej karierze byli zespoły ukraińskie Nywa Tarnopol, SK Odessa i Tawrija Symferopol, rosyjskie Urałmasz Jekaterynburg, Gazowik-Gazprom Iżewsk i Urałan Elista, kazachskie FK Taraz, FK Atyrau i Żenis Astana, mołdawski Zimbru Kiszyniów oraz uzbecki FK Buchara. Oprócz tego występował w amatorskich drużynach Odessy takich jak Rybak-Dorożnyk, Syhnał, IRIK, Iwan i Digital. Rozegrał 3 gry w składzie Urałmaszu w Pucharze Intertoto w 1996 oraz 2 gry w składzie Zimru w Pucharze UEFA w sezonie 2002/03. Latem 2009 powrócił do Ukrainy, gdzie broni barw klubu Dnister Owidiopol.

### Kariera reprezentacyjna
Występował w młodzieżowej reprezentacji Ukrainy, w której w latach 1993-1994 rozegrał 5 meczów i strzelił jedną bramkę.

## Sukcesy i odznaczenia

### Sukcesy klubowe
- wicemistrz Ukrainy: 1995
- mistrz Pierwszej Ligi Rosji: 1997
- półfinalista Pucharu Intertoto: 1996

### Sukcesy indywidualne
- 4. miejsce w klasyfikacji strzelców Mistrzostw Ukrainy: 1994